# Thomas Wolsey
Thomas Wolsey (asi 1471 – 29. listopad 1530) byl anglický státník a kardinál římskokatolické církve.
Když se roku 1509 stal Jindřich VIII. anglickým králem, stal se Wolsey jeho almužníkem. Jeho vliv vzrůstal a roku 1514 se stal rozhodující osobou ve státních záležitostech a nejmocnější postavou církve. Nejvyšším úřadem, který zastával, byla pozice kancléře a králova rádce. Jeho vliv byl tak velký, že byl často označován jako druhý král. V rámci církve zastával funkci arcibiskupa yorského a roku 1515 byl jmenován kardinálem, což ho nadřadilo dokonce i arcibiskupu canterburskému. Jeho hlavní odkaz spočívá v zájmu o architekturu, zvláště pak o úpravu jeho sídla Hampton Court Palace, který se dochoval do současnosti. Jen málo lidí, kteří nepocházeli ze šlechtického rodu, se domohlo tak významného postavení v rámci monarchie.

## Mládí
Thomas byl synem Roberta Wolseyho a Jany Daundyové. Často se uvádí, že jeho otec byl řezník, ale historické prameny uvádí, že padl v bitvě u Bosworthu a je pravděpodobnější, že byl bohatým obchodníkem. Thomas studoval teologii na Magdalenině koleji v Oxfordu a 10. března 1498 byl vysvěcen na kněze.
Nejprve byl učitelem na Magdalenině koleji, ale brzy byl jmenován děkanem teologie. Roku 1502 odešel z Oxfordu a stal se kaplanem Jindřicha Deana, arcibiskupa canterburského. Po jeho smrti o rok později odešel na panství Richarda Nanfana, který ho učinil správcem svého panství. Po Nanfanově smrti roku 1507 vstoupil do služeb Jindřicha VII.
Wolseyho výhodou bylo, že Jindřich VII. zavedl opatření pro omezení moci aristokracie a podporoval příslušníky nižších stavů. Jindřich ho jmenoval královským kaplanem. Jeho vzestup k obrovskému vlivu je možno připsat jeho vysoké inteligenci a velkým organizačním schopnostem, jeho extrémně pracovité povaze, ambiciózní povaze a pověsti, kterou si u krále vydobyl. Roku 1509 ho Jindřich VIII. jmenoval svým almužníkem, což mu vyneslo místo v tajné radě. Wolseyho vzestupu napomohlo, že se mladý Jindřich nezajímal o praktické záležitosti vlády.

## Zahraniční politika

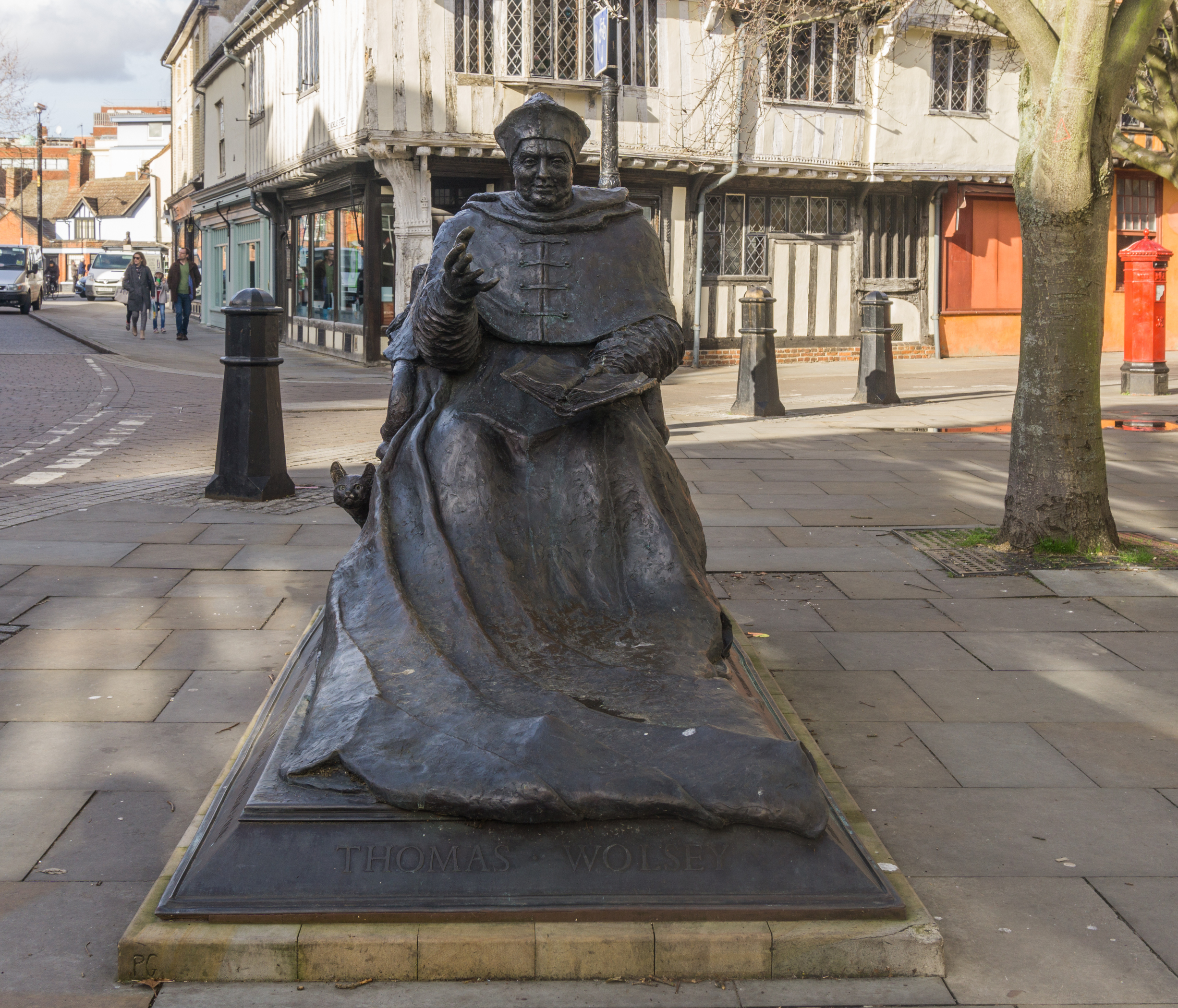
Wolseyho socha v rodném Ipswichi

Válka proti Francii v letech 1512–1514 byla pro Wolseyho příležitostí demonstrovat své schopnosti. Anglie, s papežovou podporou, vytvořila alianci Anglie, Španělska a Svaté říše římské proti francouzskému králi Ludvíku XII. Po prvotním neúspěchu se připojil k společnému útoku proti Francii a prokázal velké schopnosti při dlouhodobém vojenském tažení za účasti velkého počtu vojáků. Měl klíčovou roli v následných mírových jednáních, která zachovala pro Anglii dobyté území, a potvrzení míru bylo doplněno manželstvím Ludvíka XII. s Jindřichovou sestrou Marií. Ludvík měl ale chatrné zdraví, krátce po svatbě zemřel a jeho nástupcem se stal ambiciózní František I.
Po smrti španělského krále Ferdinanda II., Jindřichova tchána a spojence, nastoupil na španělský trůn Karel V., který okamžitě uzavřel mír s Francií. Karel V. se po smrti Maxmiliána I. roku 1519 stal císařem římským a vliv Anglie na kontinentu poklesl. Roku 1518 se snažil papež Lev X. dosáhnout v Evropě míru, aby mohl vyhlásit křížovou výpravu. Jmenoval Wolseyho papežským nunciem a pověřil ho, aby jeho jménem svolal mírovou konferenci. Wolsey zorganizoval v Londýně jednání za účasti dvaceti národů. Toto jednání postavilo Anglii do čela evropské diplomacie.
Dalším Wolseyho diplomatickým úspěchem bylo zorganizování akce Field of Cloth of Gold roku 1520. Jednalo se o grandiózní setkání mezi Františkem I., králem Francie, a Jindřichem VIII., doprovázené asi pěti tisíci dalších šlechticů. Zdá se, že účelem byla mírová jednání mezi oběma králi, ale zároveň i ukázka bohatství a vlivu Anglie v Evropě.

## Vnitřní politika
Wolsey provedl, ve spolupráci s královským pokladníkem Johnem Heronem, velké změny daňového systému. Tato revoluční forma daně byla založena na přesném ocenění bohatství daňového poplatníka, kdy daň byla stanovena na jeden šilink z jedné libry příjmu. Tato daň je základem současné daně z příjmu. Tento nový systém ulevil lidem s menšími příjmy a umožnil Wolseymu vybrat dodatečné prostředky na nákladný provoz královského dvora a zahraniční výpravy. Další prostředky získal prostřednictvím dobročinných darů bohatých šlechticů.

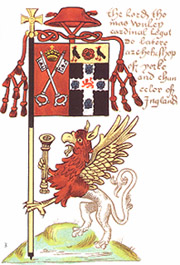
Wolseyho standarta

Wolsey také obnovil spravedlivý soudní řád založený na nestranném posuzování případu. Jako alternativu k soudům zvykového práva obnovil soudní dvory a odvolací soudy. Ty se zabývaly jednoduchými případy, které nevyžadovaly velké soudní náklady a slibovaly nezaujatost. Vytvořil i bagatelní soud, jehož projednávání nevyžadovalo od účastníků jednání poplatky, a zpřístupnil tak soudní projednávání i pro chudé vrstvy.
I když měl Wolsey konzervativní názory na církev, provedl i některé reformy. V letech 1524 a 1527 využil svůj vliv a jako papežský legát rozpustil třicet zchátralých klášterů, kde se rozmohla korupce (například v Ipswichi a Oxfordu). Nicméně prostředky, které tím získal, věnoval na založení gymnázia v Ipswichi a kardinálovy koleje v Oxfordu (po jeho pádu byla přejmenovaná na královskou kolej, později Christ Church). Od roku 1528 začal omezovat příjmy duchovních.

## Wolseyho pád
I když měl Wolsey mnoho nepřátel, zachoval si Jindřichovu důvěru až do doby, kdy se Jindřich rozhodl rozvést se svou první ženou Kateřinou, aby se mohl oženit s Annou Boleynovou. Wolseyho neúspěch zajistit zrušení Jindřichova manželství způsobil jeho pád a smrt.
Jindřichovi manželství s Kateřinou mu nepřineslo mužského potomka a obával se sporů o nástupnictví na anglickém trůnu po své smrti. Jindřich věřil, že jeho manželství s Kateřinou je neplatné, protože byla dříve manželkou jeho bratra Artura, který zemřel mlád. Snažil se dosáhnout zrušení papežova povolení k jeho sňatku s Kateřinou, které si na papeži vymohl jeho otec po Arturově smrti. Jeho snaha byla motivována touhou po mužském potomku a jeho touhou po Anně Boleynové.
Kateřina tuto snahu o zrušení odmítala, a tak se tento spor stal konfliktem mezinárodním, protože její synovec Karel V. naléhal na papeže, aby tuto žádost neakceptoval. Papež si nechtěl znepřátelit ani Karla ani Jindřicha a tak rozhodnutí odkládal, jak jen to bylo možné. To rozzlobilo Jindřicha a Annu, kteří začali zpochybňovat věrnost Wolseyho jako papežského nuncia anglickému králi. Roku 1529 byl Wolsey odvolán z vládních funkcí a bylo mu odebráno právo užívat Whitehallský palác, který si Jindřich zvolil za své sídlo místo Westminsterského paláce. Nicméně stále zůstal arcibiskupem yorským.
Wolsey se vydal na cestu do Yorkshire, ale v Cawoodu byl obviněn ze zrady a měl se v doprovodu Jindřicha Percyho, hraběte z Northumberlandu, dostavit do Londýna. Zradil ho jeho vlastní lékař Augustin de Augustinus. Řekl Wolseyovým nepřátelům, že se Wolsey spolčil s francouzským králem proti Jindřichovi. Wolsey byl tímto obviněním šokován a v doprovodu svého kaplana vyrazil na cestu do hlavního města. Po cestě ale onemocněl a 29. listopadu 1530 v Leicesteru zemřel. Jeho ostatky byly pochovány v Leicesterském opatství. Wolsey měl se svou milenkou Janou Larkeovou dva potomky. Syn Thomas se narodil asi roku 1510 a dcera Dorothy asi roku 1512.

## V populární kultuře
- Wolsey hraje významnou roli v úvodních částech knihy Autobiography of Henry VIII od Margaret George.
- Wolsey je hlavním antagonistou hry Jindřich VIII. od Williama Shakespeara, kde je vykreslen jako arogantní uchvatitel moci.[1] Tuto divadelní roli hráli mimo jiné Henry Irving, Walter Hampden a John Gielgud a Timothy West ho ztvárnil v roce 1979 v produkci hry BBC Television Shakespeare. Na voskovém válci se dochovala vzácná nahrávka Irvingova přednesu Wolseyho rozloučení.[2]
- Wolsey je vedlejší, ale důležitou postavou hry Roberta Bolta Člověk do každého počasí; ve dvou filmových verzích této hry ho hráli Orson Welles (1966) a John Gielgud (1988).
- Wolsey byl zobrazen o něco soucitněji ve filmu Tisíc dnů s Annou (1969), za což byl Anthony Quayle nominován na Oscara.
- Ve filmu Šest žen Jindřicha VIII. (1970) ho hrál John Baskcomb a v následném filmovém zpracování Jindřich VIII. a jeho šest žen (1972) John Bryans.
- David Suchet hrál Wolseyho v dvoudílném televizním seriálu Jindřich VIII. (2003) s Rayem Winstonem v hlavní roli.
- Terry Scott ztvárnil komickou verzi Wolseyho ve filmu Carry On Henry (1970).
- William Griffis hrál Wolseyho v broadwayském muzikálu Rex (1976), kde Nicol Williamson ztvárnil Jindřicha VIII.
- V seriálu Showtime Tudorovci (2007) hraje Wolseyho Sam Neill. Tato produkce interpretuje jeho smrt jako sebevraždu podříznutím krku, což král a Cromwell utajili z přetrvávajícího náklonnosti k němu.
- Roger Ashton-Griffiths ztvárnil Wolseyho v dokumentárním seriálu Henry VIII: The Mind of a Tyrant Davida Starkeyho (2009).
- Wolsey je jednou z hlavních postav románu Hilary Mantelové Wolf Hall (2009), kde ho v divadelním zpracování ztvárnil Paul Jesson v produkci RSC a v televizním zpracování Jonathan Pryce. Je zde vykreslen z pohledu Cromwella jako mentor a nekompromisně loajální státník. Touha pomstít Wolseyho pád a ponižující smrt pohání mnoho Cromwellových činů v druhé polovině románu Wolf Hall a jeho pokračování Předveďte mrtvé, které byly začleněny do jevištní i televizní adaptace.
- V seriálu TVE Carlos, rey emperador (2015) ho ztvárnil Blai Llopis.
- Wolsey se objevil v osmé epizodě první série seriálu Bílá princezna (STARZ, 2017), kde ho hrál Mark Edel-Hunt.
- V pokračování Španělská princezna ho ztvárnil Philip Cumbus.